# Hilda Zadiková
Hilda Zadiková, geboren als Hilda Löwy, auch Hilda Lohsing (23. Juni 1890 in Prag, Österreich-Ungarn; gestorben 25. Dezember 1974 in den USA) war ein deutsch-amerikanische Grafikerin.

## Leben
Hilda Löwys Eltern germanisierten ihren Familiennamen in Lohsing. Hilda Lohsing studierte Malerei in Prag bei Hermine Laukota, dann in München an der Frauenakademie und an der privaten Malschule bei Heinrich Knirr. Sie schuf Illustrationen und heiratete 1920 den deutschen Bildhauer Arnold Zadikow, mit dem sie Glasgravuren schuf. Nach der Machtergreifung der Nationalsozialisten 1933 emigrierten sie in die Tschechoslowakei und arbeiteten in Karlsbad bei der Glasfabrik Moser. Als die Fabrik 1938 arisiert wurde, verlor Zadikow seine Stelle als künstlerischer Leiter, und sie ernährte die Familie in Prag mit Malunterricht und dem Verkauf von selbstgefertigten Lampenschirmen.
Am 15. Mai 1942 wurden sie mit der 1923 geborenen Tochter Marianka in das Ghetto Theresienstadt deportiert, Arnold Zadikow starb dort 1943 an den Haftbedingungen. Im Ghetto arbeitete sie in der „Lautscher Werkstätte“, in der die Häftlinge im Auftrag der SS Bilder „Alter Meister“ kopierten, und entwarf Blumenzeichnungen und Bühnenbilder. Sie wurde am 8. Mai 1945 durch die Rote Armee befreit und kehrte mit ihrer Tochter nach Prag zurück, wo sie wieder als Illustratorin arbeitete. Für die Tschechoslowakei galt sie als Deutsche. Sie emigrierten nach Israel und 1948 von dort in die USA.